# Antreville
|  | Dieser Artikel wurde aufgrund von inhaltlichen Mängeln auf der Qualitätssicherungsseite des Projektes USA eingetragen. Hilf mit, die Qualität dieses Artikels auf ein akzeptables Niveau zu bringen, und beteilige dich an der Diskussion! Eine nähere Beschreibung der zu behebenden Mängel fehlt. |

Antreville ist ein zu Statistikzwecken definiertes Siedlungsgebiet (Census-designated place) im Abbeville County im Bundesstaat South Carolina der Vereinigten Staaten von Amerika. Bei der Volkszählung im Jahr 2020 hatte es eine Einwohnerzahl von 147 auf einer Fläche von 10,2 Quadratkilometern.